# Чистое (озеро, Пореченская волость Великолукского района)
Чистое — озеро в Пореченской волости Великолукского района Псковской области.
Площадь — 1,4 км² (143,4 га). Максимальная глубина — 12,0 м, средняя глубина — 6,0 м.
К югу, на берегу соседнего озера Леностово, расположена деревня Цветково; к северу — деревни Заручевье и Троица.
Проточное. Относится к бассейну рек-притоков Ленотица, Комля, Ловать.
Тип озера лещово-уклейный. Массовые виды рыб: щука, плотва, окунь, лещ, уклея, густера, ерш, красноперка, карась, линь, язь, налим, вьюн, щиповка, пескарь; раки (единично).
Для озера характерно: крутые и отлогие берега, частью низкие заболоченные, леса, луга, болото, поля; в центре — ил, есть заиленный песок, в литорали — песок, камни, заиленный песок, ил, сплавины; есть береговые ключи.